# Drapeau de la Virginie
Le drapeau de la Virginie est le drapeau officiel de l'État américain de la Virginie. Il se compose du Sceau de l'État sur fond bleu. La version actuelle du drapeau a été adoptée au commencement de la Guerre de Sécession en 1861. C'est le seul drapeau d'État à contenir une figure partiellement dénudée.
Le sceau de l'État a été dessiné par George Wythe, l'un des signataires de la Déclaration d'indépendance des États-Unis. La devise latine « Sic semper tyrannis » sous le sceau signifie : « Ainsi finissent les tyrans ». Cette phrase est attribuée à Marcus Junius Brutus lors de l'assassinat de Jules César à Rome. La femme représente la Vertu, gardienne du Commonwealth. Elle porte un casque et une tunique bleue qui laisse un sein découvert, à la manière d'une amazone. Elle est appuyée à main droite sur une lance pointée vers le bas et touchant la terre ; elle porte dans sa main gauche une épée au fourreau, ou parazonium, la pointe vers le haut. Son visage est montré de profil ; elle regarde devant elle. Son pied gauche repose sur la Tyrannie, représentée sous la forme du corps prostré d'un roi dont la couronne gît à terre plus loin et qui tient une chaîne brisée dans la main gauche et un fouet (martinet) dans la main droite. La scène symbolise la victoire de la Virginie sur le colonisateur anglais et son accession à l'indépendance en 1776. 